# Appendicula tembuyukenensis
Appendicula tembuyukenensis är en orkidéart som beskrevs av Jeffrey James Wood. Appendicula tembuyukenensis ingår i släktet Appendicula och familjen orkidéer. Inga underarter finns listade i Catalogue of Life.